# Finnstranden
Finnstranden är en strand i Finland. Den ligger i Borgå i den ekonomiska regionen  Borgå  och landskapet Nyland, i den södra delen av landet, 50 km öster om huvudstaden Helsingfors.